# Benetton B201
Chronologie des modèles (2001)
Benetton B200 Aucun
La Benetton B201 est la monoplace de l'écurie Benetton Formula engagée lors de la saison 2001 de Formule 1. Elle est pilotée par l'Italien Giancarlo Fisichella et l'Anglais Jenson Button. Le pilote d'essais est l'Australien Mark Webber.
La saison 2001 est une année de transition pour l'écurie italienne : Benetton Formula, fondée en 1986 a été rachetée en 2000 par le motoriste Renault pour un montant de 124 millions d'euros, et compte faire son retour en Formule 1 en tant qu'écurie à part entière en 2002. Cette saison, le motoriste fournit exclusivement l'écurie Benetton après un retrait de trois ans.
La Benetton B201 est présentée sur la place Saint-Marc à Venise le 6 février 2001. Très vite, il s'avère que le principal problème de la monoplace est son moteur Renault RS21 ouvert à 110°: bien que cette configuration permette à la monoplace d'être plus aérodynamique, en raison du positionnement plus bas du moteur dans le châssis, celui-ci est peu fiable et peu puissant.
La première moitié de saison est désastreuse pour l'équipe. Au Grand Prix d'Australie, les B201 bataillent en qualifications avec les Arrows A22 et arrivent dernières en course, Fisichella étant treizième et Button quatorzième,. Au Brésil, Giancarlo Fisichella, parti dix-huitième, profite de l'abandon de onze concurrents et de la pluie pour terminer à la sixième place et rapporter un point à l'écurie,.
À la mi-saison, les performances de la voiture s'améliorent notamment grâce à une aérodynamique corrigée et un système de contrôle de traction travaillé au cours de l'année. Les B201 terminent dans les points lors du Grand Prix d'Allemagne ; Fisichella se classe quatrième et Button cinquième. Après le double abandon au Grand Prix de Hongrie, Giancarlo Fisichella, parti de la huitième place à Spa-Francorchamps, termine troisième et offre à l'écurie italienne le dernier podium de son histoire,.
Lors des deux dernières manches de la saison, les deux pilotes Benetton se qualifient dans la première moitié de la classement, ce qui n'est jamais arrivé depuis le début de l'année. Pourtant, malgré la qualification de Giancarlo Fisichella en sixième position au Japon, aucune monoplace ne parvient à terminer dans la zone des points,.
À la fin de la saison, Benetton Formula termine septième du championnat des constructeurs avec dix points. Giancarlo Fisichella prend la onzième place du championnat des pilotes avec huit points tandis que Jenson Button se classe dix-septième avec deux points. La saison suivante, Benetton disparaît pour devenir Renault F1 Team.

## Renault B201
Lors de l'intersaison 2001-2002, Renault F1 Team effectue ses essais avec la B201, arborant une livrée jaune et blanche.

## Résultats en championnat du monde de Formule 1
| Saison | Écurie                      | Moteur           | Pneus    | Pilotes              | Courses | Courses | Courses | Courses | Courses | Courses | Courses | Courses | Courses | Courses | Courses | Courses | Courses | Courses | Courses | Courses | Courses | Points inscrits | Classement |
| Saison | Écurie                      | Moteur           | Pneus    | Pilotes              | 1       | 2       | 3       | 4       | 5       | 6       | 7       | 8       | 9       | 10      | 11      | 12      | 13      | 14      | 15      | 16      | 17      | Points inscrits | Classement |
| ------ | --------------------------- | ---------------- | -------- | -------------------- | ------- | ------- | ------- | ------- | ------- | ------- | ------- | ------- | ------- | ------- | ------- | ------- | ------- | ------- | ------- | ------- | ------- | --------------- | ---------- |
| 2001   | Mild Seven Benetton Renault | Renault RS21 V10 | Michelin |                      | AUS     | MAL     | BRÉ     | SMR     | ESP     | AUT     | MON     | CAN     | EUR     | FRA     | GBR     | ALL     | HON     | BEL     | ITA     | USA     | JAP     | 10              | 7e         |
| 2001   | Mild Seven Benetton Renault | Renault RS21 V10 | Michelin | Giancarlo Fisichella | 13e     | Abd     | 6e      | Abd     | 14e     | Abd     | Abd     | Abd     | 11e     | 11e     | 13e     | 4e      | Abd     | 3e      | 10e     | 8e      | 17e     | 10              | 7e         |
| 2001   | Mild Seven Benetton Renault | Renault RS21 V10 | Michelin | Jenson Button        | 14e     | 11e     | 10e     | 12e     | 15e     | Abd     | 7e      | Abd     | 13e     | 16e     | 15e     | 5e      | Abd     | Abd     | Abd     | 9e      | 7e      | 10              | 7e         |

Légende : ici 